# Rosula Röder von Hohenrodeck
Rosula Röder von Hohenrodeck OCist (* 16. Jahrhundert; † 1544) war eine deutsche Zisterzienserin und von 1519 bis 1544 Äbtissin des Zisterzienser-Klosters Lichtenthal.

## Leben
Rosula Röder von Hohenrodeck trat nach dem Tod der Vorgängeräbtissin Maria von Baden im Jahr 1519 die Nachfolge als 22. Äbtissin des Klosters Lichtenthal an. Nach ihrem Amtsantritt drohten ihr und dem Kloster Lichtenthal frühzeitig Ungemach durch Reformation und Bauernkrieg, die das Kloster allerdings ohne Schaden zu nehmen überstand. Den Besitz der Abtei konnte sie im Gegenteil noch durch den Zukauf größerer Güterkomplexe in Baden-Baden und den Erwerb von Reben und Wiesen vergrößern. Äbtissin Rosina starb 1544, ihre Nachfolgerin im Amt als Äbtissin des Klosters Lichtenthal wurde Anna von Mörsperg.